# Hirthia globosa
Hirthia globosa es una especie de molusco gasterópodo de la familia Thiaridae en el orden de los Mesogastropoda.

## Distribución geográfica
Se encuentra en República Democrática del Congo, Tanzania y Zambia.